# アシカ
アシカ（海驢、葦鹿、Otariinae）は、鰭脚下目アシカ科に属する海生哺乳類である。ただし現状、その範囲は文脈により揺らぎがある。最も広義にはアシカ科の総称であるが、アシカ科には一般的にオットセイ、トド、オタリアも含まれ、これ等（特にオットセイ）を別扱いとする場合もある。さらに狭義の意味で、アシカ属1属を意味することもある。

## 定義
アシカの定義には揺らぎがあり、狭義から順に次のようになる。
- 歴史的な資料（たとえば日本後紀や和漢三才図会）においてアシカ（あしか、海驢、葦鹿）に言及している場合、それはほぼ例外なくニホンアシカのことであり、これがこの言葉の原義ということになる。
- アシカ科アシカ属の総称。ニホンアシカ、カリフォルニアアシカ、ガラパゴスアシカの3種が属する。なお、アシカ属に1種か2種しか認めない説もあり、それらの説に則る場合は「アシカとはアシカ科の1種のことである」や「アシカとはニホンアシカとカリフォルニアアシカの2種の総称である」（カリフォルニアアシカにガラパゴスアシカを含んでいる）と表現されることもあるが、意味するところは同じである。
- 和名に「〜アシカ」と付く種の総称。アシカ属に加え、オーストラリアアシカとニュージーランドアシカを含む。ただし、分類学的なグループでも系統学的なグループでもない。
- アシカ科アシカ亜科の総称。さらにオタリアとトドを含む。英語の「シーライオン sea lion」はほぼこの意味である。ただし、アシカ亜科は単系統ではなく系統学的には否定されたグループであり[1]、「長い体毛を持たない」以外に顕著な共通点はない。
- アシカ科の総称。さらにオットセイを含む。

セイウチやアザラシはアシカ科にも含まれず別科である。そのため、「アシカとアザラシの違い」について語られるとき、アシカとはアシカ科のことである。いっぽう、「アシカとオットセイの違い」について語られるときは、アシカとはアシカ亜科か、（アシカ亜科とオットセイ亜科の違いとして語れることはほとんどないので）もっと狭くアシカ属のことである。

## 語源
北海道を除く日本本土近海に生息するアシカ類は、絶滅したと見られるニホンアシカのみであり、この語も本来はニホンアシカを指したものである。
「あしか」の語源は「葦鹿」で「葦（アシ）の生えているところにいるシカ」の意味であるという。古くは「海（あま）鹿」説もあったが、アクセントから否定されている。
奈良時代には「みち」と呼ばれていた。他に異名として「うみおそ（うみうそ）」「うみかぶろ」がある。うみおそは海にいるカワウソ、うみかぶろは海にいる禿の意である。
佐渡島ではこの「うみかぶろ」（海禿）の名で妖怪視されており、両津港近辺の海でよく人を騙したという伝承がある。

## アシカショー

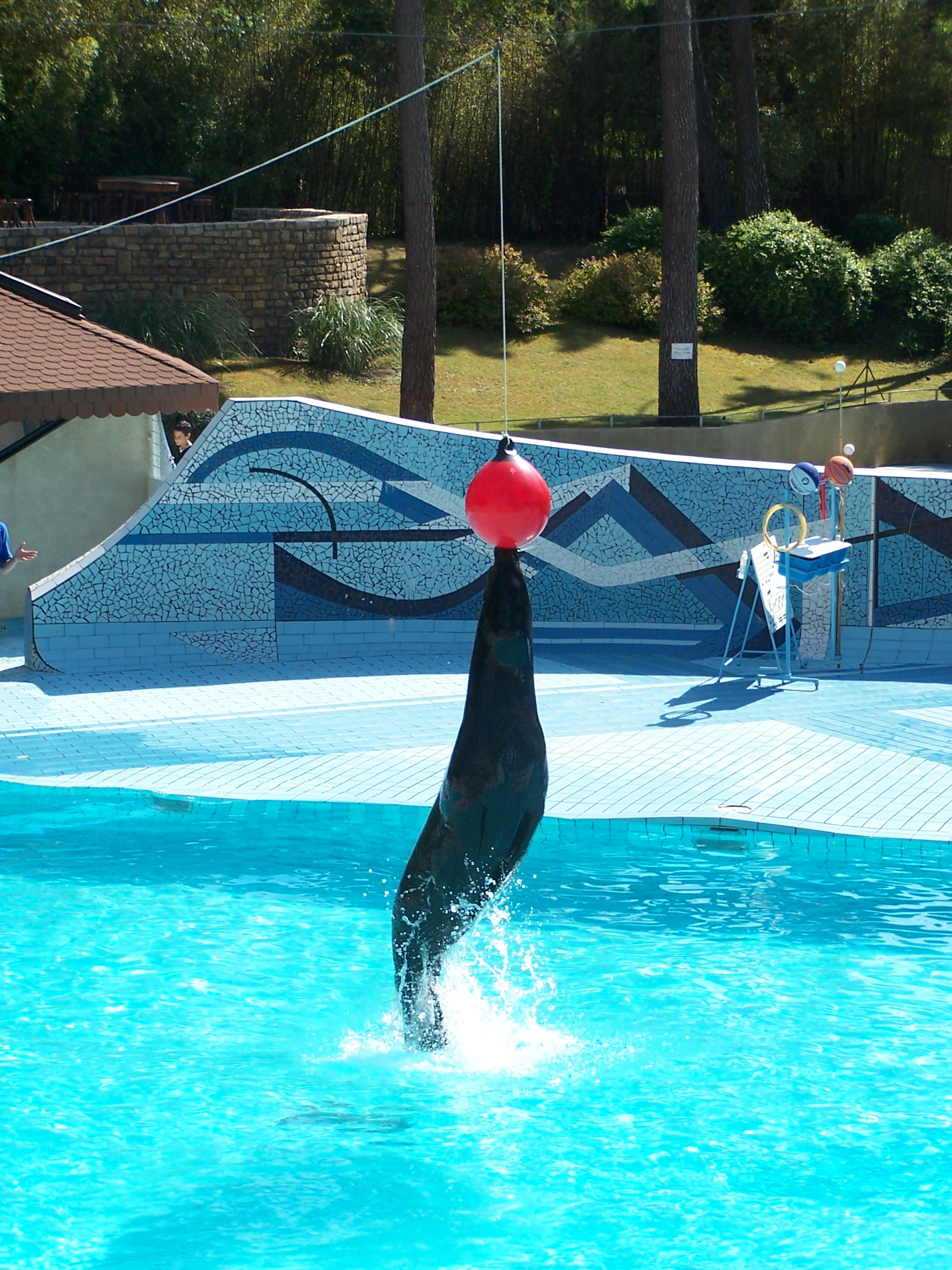
ショーを演じるカリフォルニアアシカ

アシカは水族館や動物園でしばしばシーライオンショー（アシカショー）を演じる。アシカショーを演じるのは主にカリフォルニアアシカである。
そのほか、オットセイやオタリアもショーを演じるが、オットセイショー、オタリアショーとなっていることが多い。ただし、アシカショーとされることもある。

## 分類
アシカ科は7属16種に分かれ、ミナミオットセイ属とアシカ属以外は1属1種である（1属1種の属は省略）。その特徴からアシカ亜科の5属8種とオットセイ亜科（オットセイ）の2属8種に大きく分けられるが、いずれも系統に基づくグループではなく、単系統ではない。アシカ属は生息地により3種に分かれるが、これらを単一種 Zalophus californianus （カリフォルニアアシカ、または単にアシカ）の亜種とすることもある。
アシカは海生哺乳類に属し、岩礁海岸や砂浜で一夫多妻のハレムをつくって繁殖し、1産1子である。
- 鰭脚類
  - セイウチ科
  - アザラシ科
  - アシカ科 Otariidae （広義のアシカ）
    - （アシカ亜科 Otariinae）
      - アシカ属 Zalophus （狭義のアシカ）
        - カリフォルニアアシカ Zalophus californianus
        - ガラパゴスアシカ Zalophus wollebaeki
        - ニホンアシカ Zalophus japonicus 絶滅

      - オーストラリアアシカ Neophoca cinerea
      - ニュージーランドアシカ Phocarctos hookeri
      - オタリア Otaria flavescens
      - トド Eumetopias jubatus

    - （オットセイ亜科 Arctocephalinae）
      - キタオットセイ Callorhinus ursinus
      - ミナミオットセイ属 Arctocephalus
        - アナンキョクオットセイ Arctocephalus tropicalis
        - ガラパゴスオットセイ Arctocephalus galapagoensis
        - グアダルーペオットセイ Arctocephalus townsendi
        - ナンキョクオットセイ Arctocephalus gazella
        - ニュージーランドオットセイ Arctocephalus forsteri
        - フェルナンデスオットセイ Arctocephalus philippii
        - ミナミアフリカオットセイ Arctocephalus pusillus

## その他
- 2023年8月、アルゼンチンの大西洋沿岸で、多数のアシカが鳥インフルエンザに感染して死んでいることが明らかになった[5]。